# Phallaria ophiusaria
Phallaria ophiusaria là một loài bướm đêm thuộc họ Geometridae. Nó được tìm thấy ở Úc, bao gồm New South Wales, Queensland và Victoria.
Sải cánh dài khoảng 70 mm. Adult have brown wings with a comma-shaped spot and a diagonal stripe on each wing.
Ấu trùng ăn các loài Acacia pycnantha, Dodonea and Hakea rostrata. 

## Hình ảnh

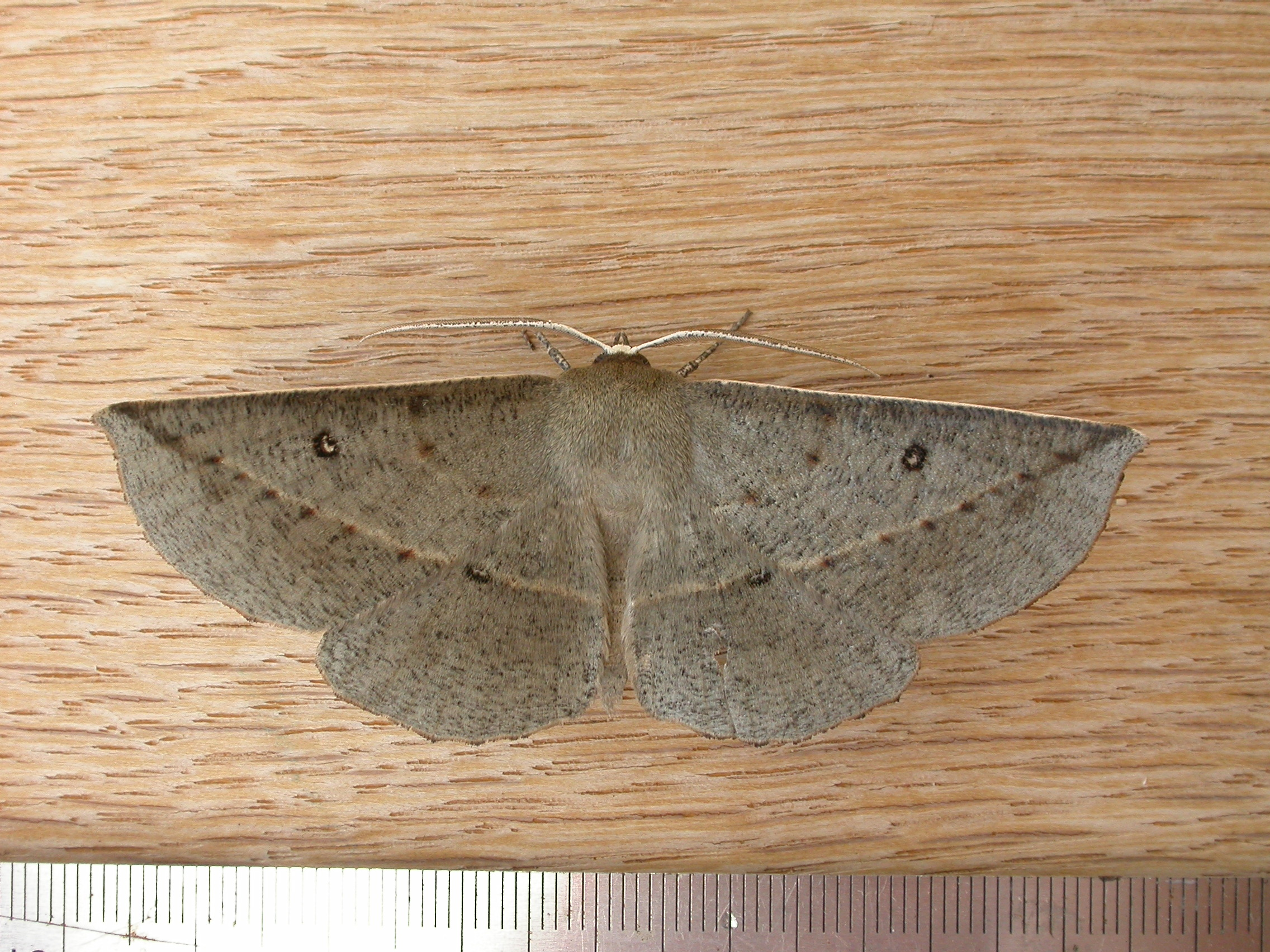